# Unione Sportiva Alessandria Calcio 1912 2006-2007
Questa pagina raccoglie le informazioni riguardanti l'Unione Sportiva Alessandria Calcio 1912 nelle competizioni ufficiali della stagione 2006-2007.

## Stagione
Malgrado i favori del pronostico, l'Alessandria fallì per il secondo anno consecutivo ogni obiettivo (Coppa Italia, promozione in Serie C2, play-off); fu un'annata contrassegnata da incertezze per i continui cambiamenti nello staff tecnico e per la contestazione della dirigenza da parte dei tifosi. Il primo problema sorse già in estate, quando l'allenatore designato, Claudio Gabetta, preferì accasarsi al Teramo, in Serie C1. La società ripiegò dunque in fretta sull'ex Savona Felice Tufano; la campagna acquisti non fu particolarmente brillante e già ai primi di ottobre la squadra, eliminata dalla Coppa ed evidentemente impacciata in campionato, perse atto delle dimissioni del direttore sportivo Berago. Il ritorno di Ivano Della Morte e l'ingaggio di Emilio Belmonte non migliorarono la situazione; già in dicembre, mese in cui Tufano fu rimpiazzato dall'ex allenatore del Brescello Azzali (quinto allenatore dell'Alessandria, escluso Gabetta, in un anno e mezzo), la squadra aveva perso ogni velleità di primato.
I mesi successivi furono quelli di una vana rincorsa al quinto posto, fallita all'ultima giornata dopo la sconfitta interna contro il Voghera. Anche i primi due derby giocati contro il Casale in un campionato dilettantistico furono avari di soddisfazioni.

## Divise e sponsor
Il fornitore ufficiale di materiale tecnico per la stagione 2006-2007 fu Garman, mentre lo sponsor di maglia fu It.Caffè, con il marchio Cafè Sol.

## Organigramma societario
Area direttiva
- Presidente: Gianni Bianchi
- Consiglieri: Roberto Barabino, Giampiero Cozzo, Gianluca Garbi, Mauro Minardi

Area organizzativa
- Team Manager e direttore marketing: Alessandro Acri
- Segretario: Emiliano Vaccari
- Addetto all'arbitro: Gianni Tagliafico, poi Ugo Bariani

Area tecnica
- Direttore sportivo: Vittorio Berago, poi Enrico Ferrero
- Allenatore: Felice Tufano, poi dal 19 dicembre Romeo Azzali
- Allenatore in 2ª e preparatore dei portieri: Giordano Negretti
- Preparatore atletico: Andrea Bocchio
- Magazziniere: Giancarlo Zanaboni

Area sanitaria
- Medico sociale: Piero Gatto
- Massofisioterapista: Vincenzo Pescolla

## Rosa
| N. |                    | Ruolo | Calciatore                |
| -- | ------------------ | ----- | ------------------------- |
|    | Italia (bandiera)  | P     | Gianluca Binello          |
|    | Italia (bandiera)  | P     | Emiliano Campana          |
|    | Italia (bandiera)  | P     | Federico Lucarno          |
|    | Camerun (bandiera) | D     | Landry Merlin Boyomo      |
|    | Italia (bandiera)  | D     | Damiano Cesari (capitano) |
|    | Italia (bandiera)  | D     | Gianluca Giurato          |
|    | Italia (bandiera)  | D     | Antonio Grillo            |
|    | Italia (bandiera)  | D     | Christian Marcat          |
|    | Italia (bandiera)  | D     | Maurizio Ragnoli          |
|    | Italia (bandiera)  | D     | Gabriele Rodighiero       |
|    | Italia (bandiera)  | D     | Marco Russo               |
|    | Italia (bandiera)  | D     | Giovanni Taormina         |
|    | Italia (bandiera)  | D     | Luca Todesco              |
|    | Italia (bandiera)  | C     | Fabiano Aliotta           |
|    | Italia (bandiera)  | C     | Ivano Della Morte         |

| N. |                   | Ruolo | Calciatore         |
| -- | ----------------- | ----- | ------------------ |
|    | Italia (bandiera) | C     | Andrea Demarte     |
|    | Italia (bandiera) | C     | Vincenzo Friso     |
|    | Italia (bandiera) | C     | Marco Grillo       |
|    | Ghana (bandiera)  | C     | Basty Kyeremateng  |
|    | Italia (bandiera) | C     | Alessandro Manetti |
|    | Italia (bandiera) | C     | Gabriele Pezzica   |
|    | Italia (bandiera) | C     | Giulio Ponte       |
|    | Italia (bandiera) | C     | Damiano Viscomi    |
|    | Italia (bandiera) | C     | Francesco Zamirri  |
|    | Italia (bandiera) | A     | Emilio Belmonte    |
|    | Italia (bandiera) | A     | Emilio Falbo       |
|    | Italia (bandiera) | A     | Fabio Lorieri      |
|    | Italia (bandiera) | A     | Mario Marantino    |
|    | Italia (bandiera) | A     | Orazio Millesi     |
|    | Italia (bandiera) | A     | Marco Montante     |

## Risultati

### Serie D

#### Girone d'andata
| Arbitro: | Gueli (Collegno) |

|                    |           |            |
| Millesi 58’ (rig.) | Marcatori | 36’ Gestra |

| Lavagna 24 settembre 2006 | Sestri Levante | 0 – 0 | Alessandria | Stadio Edoardo Riboli (500 spett.)\| Arbitro: \| Liberti (Pisa) \| |
| Arbitro:                  | Liberti (Pisa) |       |             |                                                                    |

| Arbitro: | Grazioli (Lodi) |

|              |           |  |
| Montante 90’ | Marcatori |  |

| Arbitro: | Vigne (Chiavari) |

|                        |           |                                             |
| rig. Mirone 30’ (rig.) | Marcatori | 16’, 36’ Montante 52’ Marantino 90’ Millesi |

| Alessandria 15 ottobre 2006 | Alessandria      | 0 – 0 | Pro Belvedere | Stadio Giuseppe Moccagatta (824 spett.)\| Arbitro: \| Ostinelli (Como) \| |
| Arbitro:                    | Ostinelli (Como) |       |               |                                                                           |

| Arbitro: | Bietolini (Firenze) |

|  |           |                                      |
|  | Marcatori | 54’ Cesari 80’ Millesi 87’ Marantino |

| Arbitro: | Citro (Battipaglia) |

|             |           |  |
| Capraro 58’ | Marcatori |  |

| Arbitro: | Calò (Molfetta) |

|                 |           |            |
| Kyeremateng 90’ | Marcatori | 28’ Merzek |

| Arbitro: | Bertasi (Verona) |

|                             |           |                     |
| Fioccardi 65’ Bonfiglio 85’ | Marcatori | 90’ (aut.) Salacone |

| Arbitro: | Todaro (Palermo) |

|              |           |  |
| Montante 19’ | Marcatori |  |

| Arbitro: | Cisaria (Trento) |

|  |           |            |
|  | Marcatori | 2’ Lorieri |

| Arbitro: | Zambelli (Brescia) |

|                                |           |  |
| Lorieri 31’ (rig.) Viscomi 45’ | Marcatori |  |

| Arbitro: | Peretti (Verona) |

|                                           |           |             |
| Panzanaro 43’ (rig.) Ianni 66’ Cusano 69’ | Marcatori | 16’ Lorieri |

| Alessandria 10 dicembre 2006 | Alessandria       | 0 – 0 | Savona | Stadio Giuseppe Moccagatta (1 400 spett.)\| Arbitro: \| Bindoni (Venezia) \| |
| Arbitro:                     | Bindoni (Venezia) |       |        |                                                                              |

| Arbitro: | Bergher (Rovigo) |

|                       |           |                             |
| Gabba 10’ Patrini 29’ | Marcatori | 46’ Della Morte 54’ Lorieri |

| Alessandria 23 dicembre 2006 | Alessandria          | 0 – 0 | Giaveno | Stadio Giuseppe Moccagatta (621 spett.)\| Arbitro: \| Mancassola (Legnago) \| |
| Arbitro:                     | Mancassola (Legnago) |       |         |                                                                               |

| Arbitro: | Benassi (Bologna) |

|                                          |           |  |
| Riboldi 39’ Ruglioni 67’ Montingelli 76’ | Marcatori |  |

#### Girone di ritorno
| Arbitro: | Lazzaretto di Schio (Schio) |

|             |           |                          |
| Roselli 90’ | Marcatori | 7’ Marantino 12’ Millesi |

| Alessandria 21 gennaio 2007 | Alessandria     | 0 – 0 | Sestri Levante | Stadio Giuseppe Moccagatta (600 spett.)\| Arbitro: \| Fiamingo (Pisa) \| |
| Arbitro:                    | Fiamingo (Pisa) |       |                |                                                                          |

| Arbitro: | Bellotti (Verona) |

|                      |           |  |
| Munari 22’ Russo 30’ | Marcatori |  |

| Arbitro: | Zambon (Conegliano) |

|            |           |  |
| Zirafa 47’ | Marcatori |  |

| Arbitro: | Vitulano (Livorno) |

|                              |           |  |
| Belmonte 6’ Millesi 78’, 89’ | Marcatori |  |

| Arbitro: | Bellutti (Trento) |

|  |           |              |
|  | Marcatori | 34’ Spinelli |

| Arbitro: | Fierro (Potenza) |

|  |           |                        |
|  | Marcatori | 68’ (rig.) Della Morte |

| Arbitro: | Taioli (Cesena) |

|                        |           |                    |
| Lorieri 9’ Aliotta 21’ | Marcatori | 69’ (rig.) Santoro |

| Arbitro: | Rizzo (Barcellona Pozzo di Gotto) |

|                        |           |                    |
| Della Morte 23’ (rig.) | Marcatori | 64’ (rig.) Lentini |

| Arbitro: | De Miro (Milano) |

|                                       |           |  |
| Lazzaro 48’ Bernardini 51’ Brollo 90’ | Marcatori |  |

| Arbitro: | Todaro (Palermo) |

|                |           |  |
| Rodighiero 54’ | Marcatori |  |

| Arbitro: | Racidi (Acireale) |

|                                      |           |  |
| Bessone 2’ D'Errico 35’ Sismonda 75’ | Marcatori |  |

| Arbitro: | Giallanza (Catania) |

|             |           |                      |
| Pezzica 21’ | Marcatori | 48’ (rig.) Panzanaro |

| Arbitro: | Figheri (Sassari) |

|                                   |           |                                   |
| Prunecchi 46’, 79’ Pellegrini 75’ | Marcatori | 30’ Cesari 32’ Manetti 90’ Grillo |

| Arbitro: | Pellicanò (Catania) |

|                 |           |  |
| Della Morte 69’ | Marcatori |  |

| Arbitro: | Brasi (Seregno) |

|  |           |                 |
|  | Marcatori | 57’ Della Morte |

| Arbitro: | Calzolari (Forlì) |

|  |           |                    |
|  | Marcatori | 52’ (rig.) Soragna |

### Coppa Italia Serie D

#### Primo turno
| Arbitro: | Lanza (Nichelino) |

|                         |           |  |
| Millesi 41’ Lorieri 59’ | Marcatori |  |

| Arbitro: | Trentalange (Torino) |

|                                           |           |                  |
| Zirafa 13’ (rig.) Andriani 50’ Vitali 72’ | Marcatori | 10’, 16’ Millesi |

#### Secondo turno
| Arbitro: | Fiamingo (Pisa) |

|                                    |           |                    |
| Spinelli 26’ (rig.) La Tartara 59’ | Marcatori | 44’ (rig.) Lorieri |

| Arbitro: | Bergamaschi (Milano) |

|                                                      |           |  |
| Montante 47’ Millesi 57’ Kyeremateng 75’ Manetti 90’ | Marcatori |  |

## Statistiche

### Statistiche di squadra
| Competizione         | Punti | In casa | In casa | In casa | In casa | In casa | In casa | In trasferta | In trasferta | In trasferta | In trasferta | In trasferta | In trasferta | Totale | Totale | Totale | Totale | Totale | Totale | DR |
| Competizione         | Punti | G       | V       | N       | P       | Gf      | Gs      | G            | V            | N            | P            | Gf           | Gs           | G      | V      | N      | P      | Gf     | Gs     | DR |
| -------------------- | ----- | ------- | ------- | ------- | ------- | ------- | ------- | ------------ | ------------ | ------------ | ------------ | ------------ | ------------ | ------ | ------ | ------ | ------ | ------ | ------ | -- |
| Serie D              | 50    | 17      | 7       | 8       | 2       | 15      | 7       | 17           | 6            | 3            | 8            | 19           | 25           | 34     | 13     | 11     | 10     | 34     | 32     | +2 |
| Coppa Italia Serie D |       | 2       | 2       | 0       | 0       | 6       | 0       | 2            | 0            | 0            | 2            | 3            | 5            | 4      | 2      | 0      | 2      | 9      | 5      | +4 |

### Statistiche dei giocatori
| Giocatore      | Serie D  | Serie D | Coppa Italia Serie D | Coppa Italia Serie D | Totale   | Totale |
| Giocatore      | Presenze | Reti    | Presenze             | Reti                 | Presenze | Reti   |
| -------------- | -------- | ------- | -------------------- | -------------------- | -------- | ------ |
| F. Aliotta     | 19       | 1       | 3                    | 0                    | 22       | 1      |
| E. Belmonte    | 13       | 1       | -                    | -                    | 13       | 1      |
| G. Binello     | 6        | -2      | 2                    | -3                   | 8        | -5     |
| L.M. Boyomo    | -        | -       | 1                    | 0                    | 1        | 0      |
| E. Campana     | 29       | -30     | 2                    | -2                   | 31       | -32    |
| D. Cesari      | 32       | 2       | 4                    | 0                    | 36       | 2      |
| I. Della Morte | 18       | 5       | -                    | -                    | 18       | 5      |
| A. Demarte     | 3        | 0       | -                    | -                    | 3        | 0      |
| E. Falbo       | 1        | 0       | -                    | -                    | 1        | 0      |
| V. Friso       | 31       | 0       | 3                    | 0                    | 34       | 0      |
| A. Grillo      | 32       | 1       | 3                    | 0                    | 35       | 1      |
| M. Grillo      | 2        | 0       | -                    | -                    | 2        | 0      |
| G. Giurato     | 1        | 0       | 2                    | 0                    | 3        | 0      |
| B. Kyeremateng | 29       | 1       | 3                    | 1                    | 32       | 2      |
| F. Lorieri     | 23       | 5       | 3                    | 2                    | 26       | 7      |
| A. Manetti     | 15       | 1       | 3                    | 1                    | 18       | 2      |
| M. Marantino   | 31       | 3       | 3                    | 0                    | 34       | 3      |
| C. Marcat      | 1        | 0       | 1                    | 0                    | 2        | 0      |
| O. Millesi     | 27       | 6       | 3                    | 4                    | 30       | 10     |
| M. Montante    | 28       | 4       | 3                    | 1                    | 31       | 5      |
| G. Pezzica     | 9        | 1       | -                    | -                    | 9        | 1      |
| G. Ponte       | 22       | 0       | 2                    | 0                    | 24       | 0      |
| M. Ragnoli     | 17       | 0       | 3                    | 0                    | 20       | 0      |
| G. Rodighiero  | 24       | 1       | 3                    | 0                    | 27       | 1      |
| M. Russo       | 5        | 0       | -                    | -                    | 5        | 0      |
| G. Taormina    | 31       | 0       | 4                    | 0                    | 35       | 0      |
| D. Viscomi     | 19       | 1       | 3                    | 0                    | 22       | 1      |
| F. Zamirri     | 5        | 0       | 2                    | 0                    | 7        | 0      |